# Sabugosa
Sabugosa ist ein Ort und eine ehemalige Gemeinde (Freguesia) im portugiesischen Kreis Tondela. Die Gemeinde hatte 546 Einwohner (Stand 30. Juni 2011).
Am 29. September 2013 wurden die Gemeinden Sabugosa und São Miguel do Outeiro zur neuen Gemeinde União das Freguesias de São Miguel do Outeiro e Sabugosa zusammengeschlossen.